# D (limbaj de programare)
D, cunoscut și sub numele de Dlang, este un limbaj de programare a sistemelor cu mai multe paradigme, creat de Walter Bright la Digital Mars și lansat în 2001. Deși a provenit din reproiectarea C++, D este un limbaj distinct.